# Chemin des morts (folklore)
Pour les articles homonymes, voir Chemin des morts.
 (novembre 2021).
Le chemin des morts était autrefois la voie que le  convoi funéraire devait emprunter avant de déposer le défunt dans son lieu de sépulture. Il possédait des caractéristiques propres, héritées des traditions et parfois du folklore local. Largement présent sur l'ensemble du territoire français, il est également attesté dans de nombreux pays d'Europe.

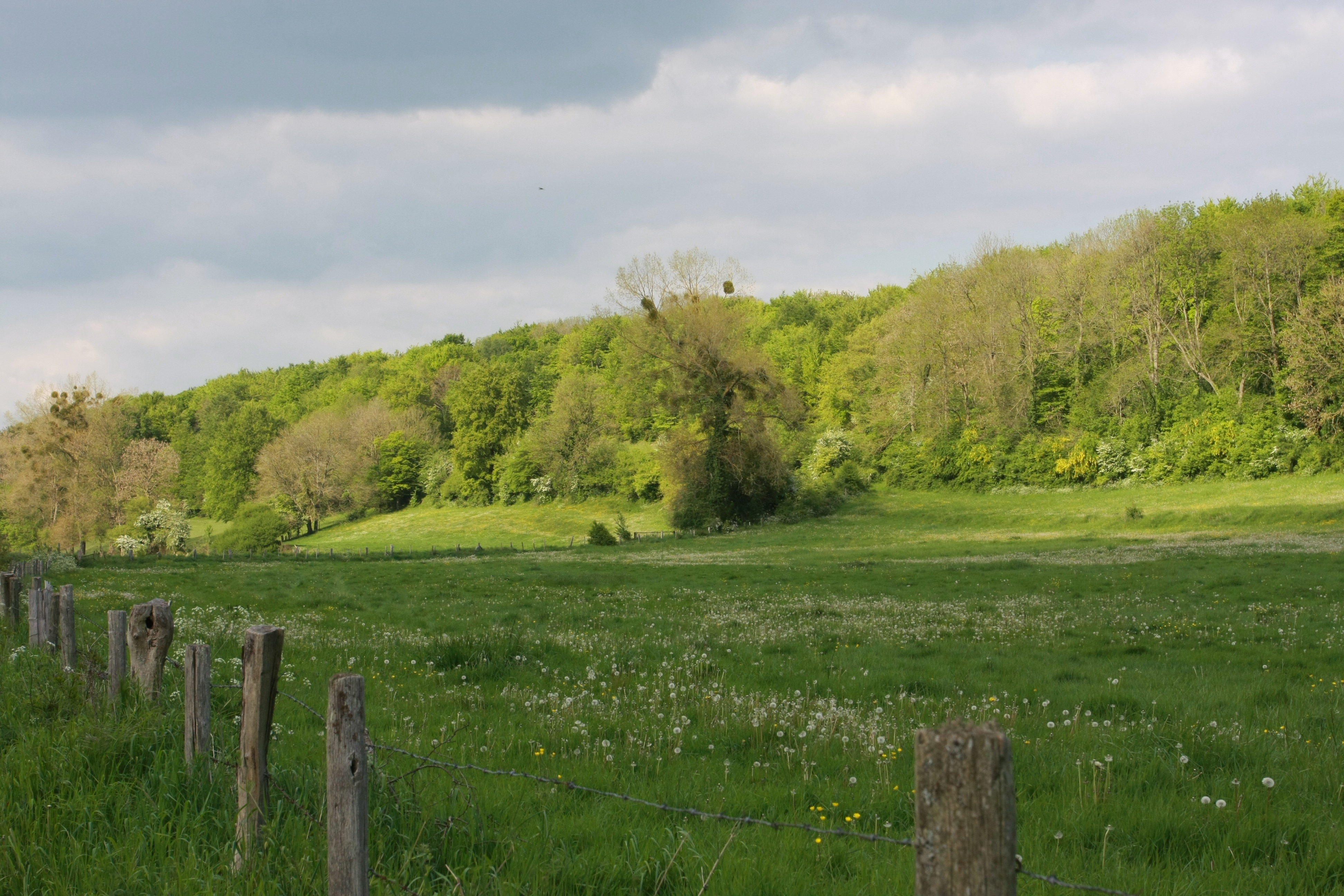
Chemin des morts devant le bois de Zoteux emprunté autrefois par les cortèges venant du hameau de Zoteux pour se rendre au cimetière de l'église, commune d'Acheux-en-Vimeu, département de la Somme, France.

## Les tracés
Les choix qui ont présidé aux diverses voies qu'empruntaient les chemins des morts se perdent dans la nuit des traditions. Il a été remarqué qu'il ne s'agissait bien souvent ni du chemin le plus court, ni du plus pratique. Les tracés sont volontiers sinueux et suivent la topographie naturelle.
Les diverses traditions rapportées sont parfois contradictoires. Il s'agissait dans certains cas du chemin même que le vivant prenait pour aller à la messe. Il pouvait donc emprunter des raccourcis à travers champs qui rendront malaisés le convoi funéraire. Mais il s'agit le plus souvent de trajets spécifiques, souvent au contraire plus longs que le trajet normal. En Berry, ou dans le Maine, pour les enterrements comme pour les mariages, il faut suivre le « grand chemin ». Les chemins étaient parfois si malaisés que les porteurs seuls l'empruntaient, le curé et le reste du cortège suivant à distance un chemin moins boueux.
La voie funèbre est dans certains cas aussi contrainte à n'emprunter que des chemins de la paroisse, quitte pour cela à faire de longs détours malaisés,. L'origine de cette tradition, plusieurs fois rapportée, est controversée. Selon la pieuse remarque de l'abbé Auber : « on aurait craint de paraître abandonner au dernier moment la juridiction ecclésiastique ». De façon moins charitable, il est également possible que la raison en soit le refus par les communes voisines de voir transiter chez elles des morts étrangers, par superstition voire par souvenir des épidémies médiévales où il fallait se méfier des morts suspectes de contagion.
Des auteurs ont parfois noté la proximité entre ces voies et des voies très anciennes, romaines ou du haut Moyen Âge,. Ils ont aussi souvent remarqué que de nombreuses découvertes archéologiques y étaient associées et parfois aussi la proximité de bâtiments antiques. Certains auteurs, surtout XIXe siècle, ont retenu cet argument pour suggérer que les chemins des morts pouvaient avoir été bordés de tombeaux, à l'imitation de l'usage romain de bâtir les sépultures le long des routes (comme la célèbre voie Appienne près de Rome),,. Plus récemment, il a été noté la proximité de nécropoles archéologiques avec d'anciens chemins des morts. S'agit-il de hasards archéologiques dans des lieux isolés ou de la persistance significative de rites funéraires ? On peut citer par exemple :
- Nécropole de l'âge du bronze à Rue dans la Somme sur le site du chemin des morts[16].
- Tumulus à Saint-Simon (Cantal)[17].
- Nécropole du Bas-empire à Vermand[18].
- Sarcophages mérovingiens à Hondouville[19].

## Rituel sacré et immuabilité
Le chemin des morts était non seulement sacré mais encore immuable pour respecter l'antique tradition qui exige que « les fils doivent passer où ont passé leurs pères ». La tradition s'oppose à l'utilisation de nouvelles routes plus commodes et plus directes,. Le chemin pouvait garder son caractère sacré, même en dehors des enterrements : dans la presqu'île de Crozon, il était interdit d'y courir, de crier ou de s'y livrer à une quelconque incongruité.
Presque partout s'observe un lien entre le chemin des morts et celui des mariages, les deux sacrements réunis dans un parcours long et sacralisé,. Suivant les endroits, les traditions sont en revanche différentes concernant le baptême. Dans certaines parties de la Montagne-Noire, on ne porte jamais à l'église le nouveau-né par le chemin que l'on suivrait s'il fallait y conduire un mort. Dans le pays de Concarneau, au contraire, il faut bien veiller à passer par le même chemin qui conduira au baptême et à la sépulture.
Il est impératif que le prêtre suive le convoi. Daniel Fabre rapporte l'anecdote d'un curé qui fit scandale quand, un jour de neige, il avait renoncé à gagner un village basque isolé, et avait demandé que l'on amène le corps jusqu'à l'endroit qu'il avait réussi à atteindre.

## Traditions associées

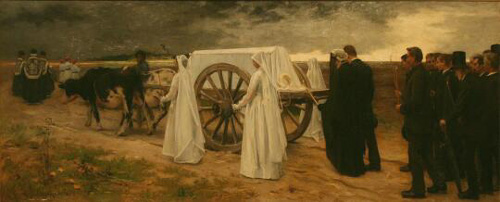
Enterrement d’une jeune fille à Étricourt, tableau de Georges Laugée.

La mort est aussi le moment d'un contact entre le monde visible et invisible. Ce peut être une porte ouverte aux influences maléfiques, qu'il convient de prévenir et refermer rapidement, une fois les rites célébrés.

### Pendant la procession
Ne pas utiliser le chemin rituel, c'est aussi exposer le mort à revenir hanter les vivants par son insatisfaction, c'est également exposer les participants à des malheurs. Dans le Morvan, l'« ensuaireuse », qui ouvre le cortège, trace le chemin du mort avec de la paille enflammée prise à la paillasse du défunt pour écarter les mauvais esprits,.
En Normandie, la charrette de la mort ne parcourt que les vieux chemins abandonnés. Le cortège du démon ne peut traverser les chemins charretiers établis pour l'exploitation des champs, car les champs sont bénis par Dieu. Sur le littoral du Nord, on ne passe pas devant la maison du conducteur du chariot et du propriétaire de l'attelage. Dans le Limousin, on fera le tour des propriétés du défunt.
Le passage sur un pont était un moment particulier du convoi, tantôt favorable, tantôt dangereux. Dans certains endroits, le cercueil ne pouvait passer plus d'une fois sur le même pont. Mais la rivière sait aussi être bénéfique, car elle peut former une frontière entre les vivants et les morts, empêchant ces derniers de revenir.

### Après la procession
En Bretagne et en Vendée, huit petits cailloux blancs ramassés sur un chemin de la mort, où un convoi est passé depuis peu, formaient, bouillis dans du lait, un remède efficace pour la fluxion de poitrine .
En Basse-Bretagne, on arrache sur un chemin des morts, sans être vu de personne, un pied d'euphorbe réveille-matin que l'on vient de découvrir par hasard, on presse la plante et on laisse tomber sur une verrue que l'on veut traiter une goutte de son suc laiteux.
Mais surtout, le chemin que les vivants font prendre au mort est aussi celui qu'emprunte la charrette de la Mort. Le chemin des morts est donc un endroit où il peut être dangereux de s'aventurer la nuit, même si la charrette de l'Ankou se faire plus entendre que voir.
Dans une autre croyance, il ne fallait surtout pas entraver le chemin des morts au risque de terribles conséquences : « Bien fou serait celui qui songeait à gêner la marche de l'Ankou par les vieux sentiers, en dressant des barrières ou en semant des obstacles devant lui. Il lui devrait autant d'années de sa vie que l'obstacle resterait de minutes en travers du chemin » (François Cadic). La tradition et la crainte de « gêner le passage » du visiteur nocturne serait encore vivace en Bretagne. Cette tradition est à rapprocher du chemin des fées, et de l'importance à le laisser libre de la circulation des esprits invisibles si l'on tient à éviter de facheuses conséquences.

## La procession le long duchemin des morts
Suivant les coutumes, le transport des corps était assuré par des porteurs, ou par des charrettes tirées par des chevaux ou des bœufs. 

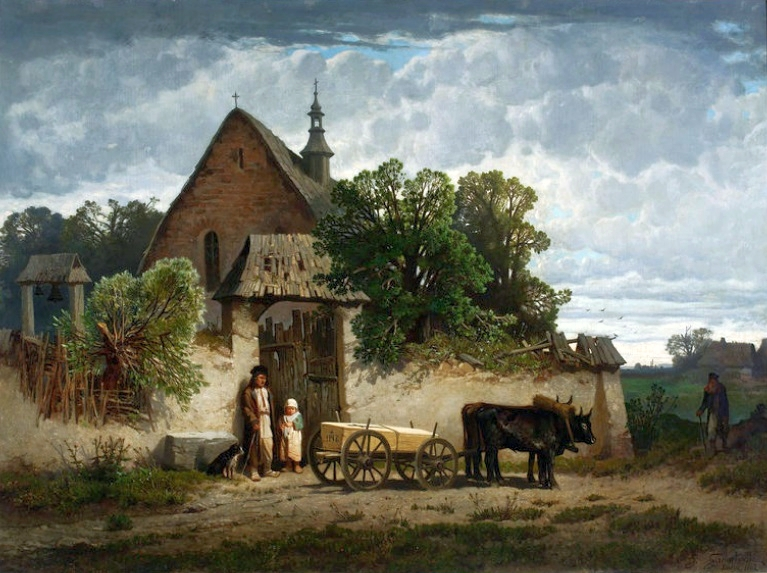
Enterrement de paysan, tableau de Joseph Szermentowski.

### Les pierres des morts

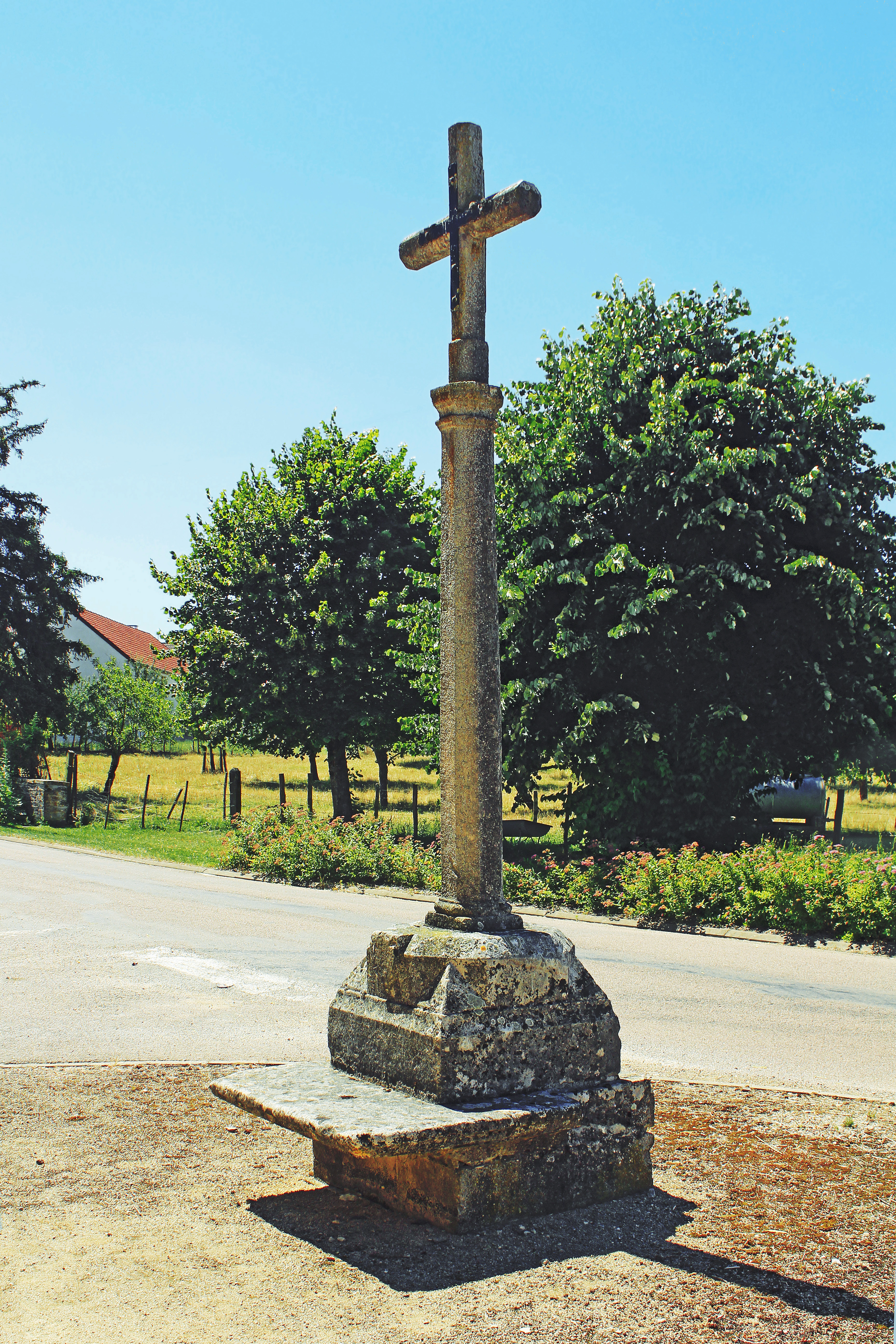
Croix-reposoir devant l'église de La Villeneuve-les-Convers.

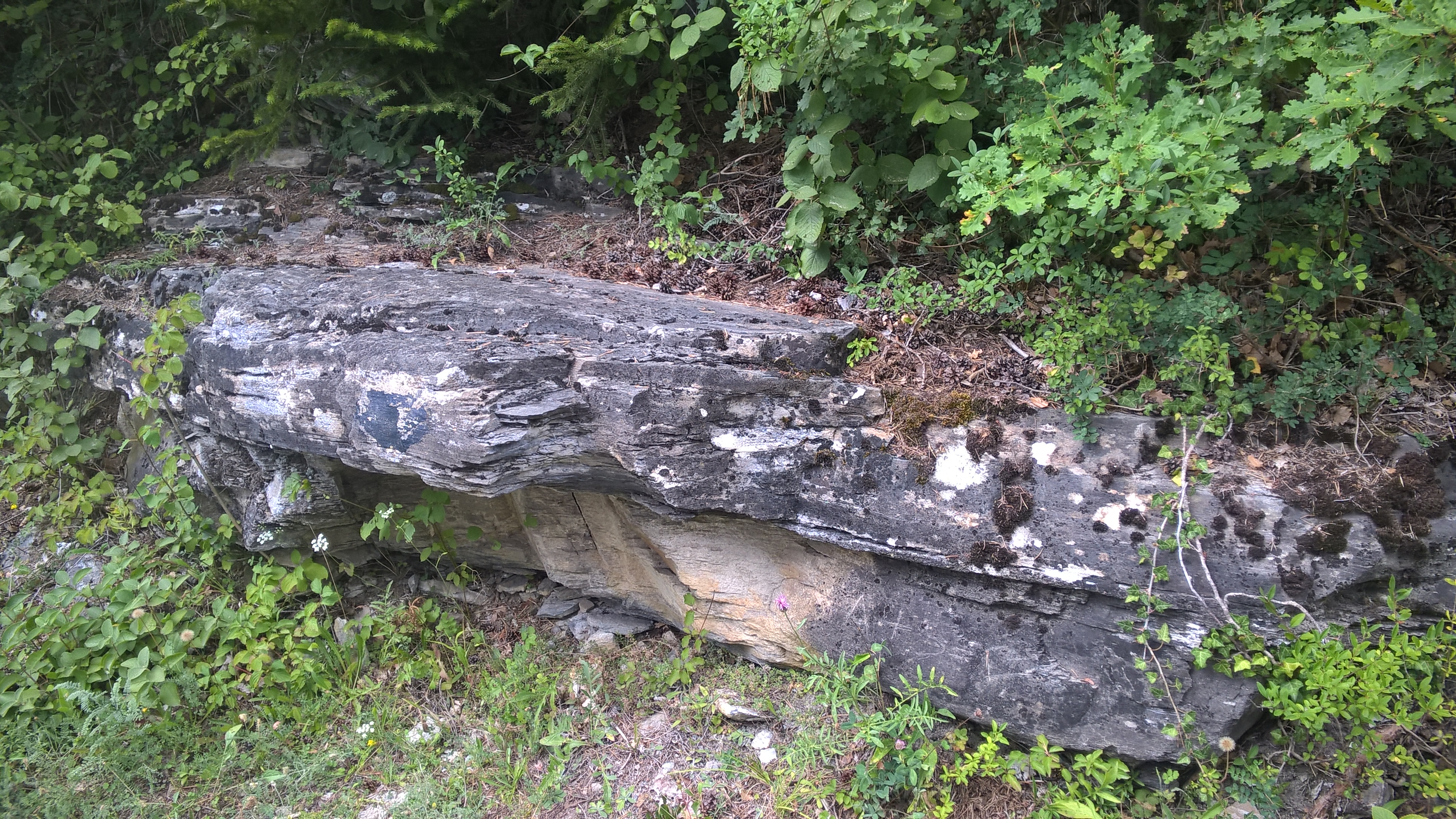
La Pierre des Morts de Chelin sur le chemin pour Lens.

Dans de nombreux villages, des pierres des morts permettaient aux porteurs de faciliter la levée du corps et jalonnaient parfois le chemin des morts pour les aider à se reposer,. Elles étaient parfois nommées pierres de pose ou même par le terme très utilitaire de reposoirs dans le Limousin. Plus récemment, elles sont parfois renommées pierres du souvenir par euphémisme.
La procession marquait également des arrêts aux croix de pierre qui pouvaient se trouver sur le trajet. Les « croix reposoirs » disposaient d'une dalle en console (surélevée ou non), assez large (le reposoir appelé aussi « table des morts »), sur laquelle on posait le cercueil pour l'exposer ou le temps d'une pause pour les porteurs de bière. Ces croix étaient disposées le long de la voie des morts, à des intervalles variant en fonction des difficultés du parcours. 

La tradition voulait en Bretagne que le cercueil touchât la pierre du socle à chacune de ces haltes. Une autre tradition voulait qu'on dépose une petite croix de bois au pied des calvaires rencontrées. Cette coutume est attestée dans une grande partie du territoire français, des Pyrénées au Calaisis,.

### Animaux
Les traditions populaires prêtent aux animaux une plus grande sensibilité que les humains aux mondes invisibles, c'est pourquoi il fallait être attentif aux signes et en particulier aux arrêts qui pouvaient se produire sur le chemin quand les bêtes de trait tiraient la carriole funèbre. Les conducteurs ne devaient faire usage ni de la bride, ni du fouet, ni de l'aiguillon.
Dans le Morvan, « On s'arrête, pendant le trajet, à chaque croix et à chaque ruisseau que l'on rencontre, et chacun passe à son tour donner de l'eau bénite ; arrivés à la pierre devant l'église, on recommence, puis à l'église, puis au cimetière, pour le dernier adieu ».
Dans le Berry, si l'attelage s'arrête, tout le monde s'agenouille pour prier, « jusqu'à ce qu'il plaise aux bœufs de se remettre en marche, ce qui annonce que le mort est soulagé » . Ailleurs on ne menait que peu les bœufs car on estimait que la Mort elle-même leur montrait le chemin. Les divers arrêts des chevaux sont parfois de mauvais augure et semblent indiquer qu'un autre mort doive bientôt suivre celui du jour. Cette superstition était encore présente en Bretagne à la fin du XXe siècle, en s'adaptant aux ennuis mécaniques des nouveaux chevaux automobiles.

## Passage et péage
Les chemins des morts étaient habituellement des voies sacralisées, personne ne pouvait les posséder. Cette coutume pouvait entraîner des conséquences curieuses : la « jurisprudence » populaire entraînait en effet qu'une fois la mort passée dans un chemin, celui-ci devenait public, et son propriétaire perdait son droit. De là le refus de certains propriétaire de laisser passer le convoi (sans compter le mauvais œil qu'un tel chemin pouvait attirer sur soi). La même habitude est rapportée en Gironde ou dans le Périgord.

## Toponymie
C'est le nom de chemin des morts qui est le plus souvent retrouvé, devant quelques rares sentiers des morts (exemple : Jonchery-sur-Vesle 49° 17′ 15″ N, 3° 48′ 43″ E) ou voie des morts (Comblain-au-Pont 50° 28′ 14″ N, 5° 35′ 24″ E). L'urbanisation a peu à peu intégré dans les agglomérations les extrémités urbaines des chemins qui deviennent alors des ruelles des morts (exemples : Charrey-sur-Saône 47° 05′ 11″ N, 5° 09′ 44″ E, Chauvency-Saint-Hubert 49° 31′ 57″ N, 5° 17′ 48″ E) ou même des rues des morts (exemples : Arnay-sous-Vitteaux 47° 26′ 46″ N, 4° 29′ 48″ E ou Haverskerque 50° 37′ 56″ N, 2° 33′ 46″ E).

### Dans les langues régionales
Les langues régionales de France ont également laissé leur trace sur des toponymes qui n'ont pas toujours été francisés, d'autant plus que leur utilisation était ancienne et implantée dans le terroir et le langage local.
On trouve ainsi :
- En basque :
  - Ilbide ou hilbide (chemin des morts)
  - erribide (chemin du pays)
  - korputzbide (chemin des cadavres)
  - gorputzbide (chemin des corps)
- En breton[3] : 
  - Hent ar  marv (chemin de la mort)
  - Hent an dud varv (chemin des morts)
  - Hent an Ankou (chemin de la Mort : personnifiée)
  - Gardenn an Ankou (chemin de la Mort)
  - Garenn ar skwirioù (chemin des revenants)
  - Stread ar c'horfoù  marv (chemin des cadavres)
  - Hent  ar  c'horvoù (chemin des corps)
  - Parc hent an haon (champ par où passe le chemin des âmes)
  - Hent an anaon (chemin des âmes)
  - Streat ann anhou (chemin de la mort)[1]
- En occitan :
  - Lou Cami dei morts dans le Périgord[2]
  - Via dau morts dans le Limousin[29]
- Dans les langues germaniques :
  - Todtenweg (chemin des morts) en Alsace[9]
  - Tottengasse (ruelle des morts) en Alsace[9]
  - Dodewej (chemin des morts) en Alsace[34]

### Toponymie actuelle en France
Il existe pourtant encore au XXIe siècle des dizaines d'exemples de noms préservés (voir la liste ci-jointe ainsi que la carte associée), qui correspondent souvent à des chemins restés en marge des villes et des habitations. Il existe des exceptions : à Méréville on trouve l'exemple étonnant d’un ancien chemin des morts (48° 35′ 11″ N, 6° 09′ 05″ E), présent sur une carte d’état major du XIXe siècle, désormais intégré mais non détruit dans un lotissement moderne, jouxtant des rues Albert Schweitzer et Albert Camus !
Il arrive que l'intérêt pour le folklore local pousse les autorités locales à valoriser ce patrimoine. C'est par exemple, une pancarte municipale qui renseigne le passant sur le nom et la signification du chemin. L'essor de la randonnée (associée à l'intérêt économique et patrimonial qu'elle suscite) incite des communes à remettre en lumière quelques anciens chemins des morts, c'est par exemple le cas à Hondouville, Rochefort en Terre, ou encore Saint-Sauveur-Camprieu.
La carte (ci-jointe) de la répartition des toponymes référencés montre une prédominance des localisation dans les Hauts-de-France, dans la région parisienne et la Bourgogne.

### Chemins des morts disparus
Si autrefois, chaque village, voire chaque ferme, possédait son chemin des morts,, la toponymie s'est beaucoup réduite dans la seconde moitié du XXe siècle, comme beaucoup d'autres noms de lieux traditionnels. Ces chemins, autrefois éloignés des habitations, ont souvent été annexés par la croissance urbaine. Il n'était souvent ni attractif, ni valorisant de donner à l'adresse de sa demeure un nom aussi sinistre. Cette tendance déjà ancienne se poursuit au XXIe siècle. Bien souvent aussi la mémoire des toponymes des chemins s'est perdue avec l'évolution des rites funéraires, le corbillard aujourd'hui ne passant plus désormais que sur des routes carrossables.
La liste des chemins de morts disparus est impossible à reconstituer, la plupart s'étant perdus dans les mémoires avant même les premiers cadastres. Même Paris possédait sa rue des morts ou son chemin des morts, renommée aujourd'hui rue des Écluses-Saint-Martin dans le 10e arrondissement de Paris. Le nom pouvait venir de la proximité de l'hôpital Saint-Louis (tous les convois mortuaires allant au cimetière passaient par cette rue), mais il rappelle peut-être aussi au souvenir du terrifiant gibet de Montfaucon qui se dressait tout près. Il est possible de retrouver quelques exemples de chemins des morts disparus. 
Dans quelques cas, on peut noter un lien persistant avec l'ancien nom, par exemple l'astucieux renommage homophone quand un nouveau chemin des Maures remplace l'ancien chemin des morts (comme à Talence ou à Chécy). Il s'agit là de toute évidence de faire oublier un vocable trop sinistre au sens perdu, sans trop altérer les habitudes locales (mais au prix d'en modifier le sens). On peut aussi citer l'amusante rue des philosophes à Beauvais.

### Autres pays d'Europe
Des chemins des morts existent dans de nombreux pays d'Europe, notamment dans le monde celte. Souvent, leur topographie actuelle révèle les mêmes caractéristiques qu'en France : chemins anciens, souvent sinueux et volontiers cachés. Notons un cas remarquable près de la ville néerlandaise d'Hilversum où trois anciens chemins des morts (doodwegen) rectilignes convergent encore à travers la lande de Westerheide pour rejoindre le cimetière isolé de St. Janskerhof.